# Женска фудбалска репрезентација Грчке
Женска фудбалска репрезентација Грчке представља Грчку на међународним такмичењима женског фудбала. Под управом је Фудбалског савеза Грчке. Учествовала је на Олимпијским играма 2004. у Атини, главном граду Грчке.